# Tennistoernooi van New Haven 2008
|                                    |  |                                             |
| Marin Čilić, winnaar bij de mannen |  | Caroline Wozniacki, winnares bij de vrouwen |

Het tennistoernooi van New Haven van 2008 werd van 17 tot en met 23 augustus 2008 gespeeld op de hardcourtbanen van het Cullman-Heyman tenniscenter, gelegen op het terrein van de Yale-universiteit in de Amerikaanse stad New Haven. De officiële naam van het toernooi was Pilot Pen Tennis at Yale.
Het toernooi bestond uit twee delen:
- WTA-toernooi van New Haven 2008, het toernooi voor de vrouwen
- ATP-toernooi van New Haven 2008, het toernooi voor de mannen

ATP-toernooi van New Haven – WTA-toernooi van New Haven

1990 · 1991 · 1992 · 1993 · 1994 · 1995 · 1996 · 1997 · 1998 · 1999 · 2000 · 2001 · 2002 · 2003 · 2004 · 2005 · 2006 · 2007 · 2008 · 2009 · 2010 · 2011 · 2012 · 2013 · 2014 · 2015 · 2016 · 2017 · 2018 · 2019